# 甲羅

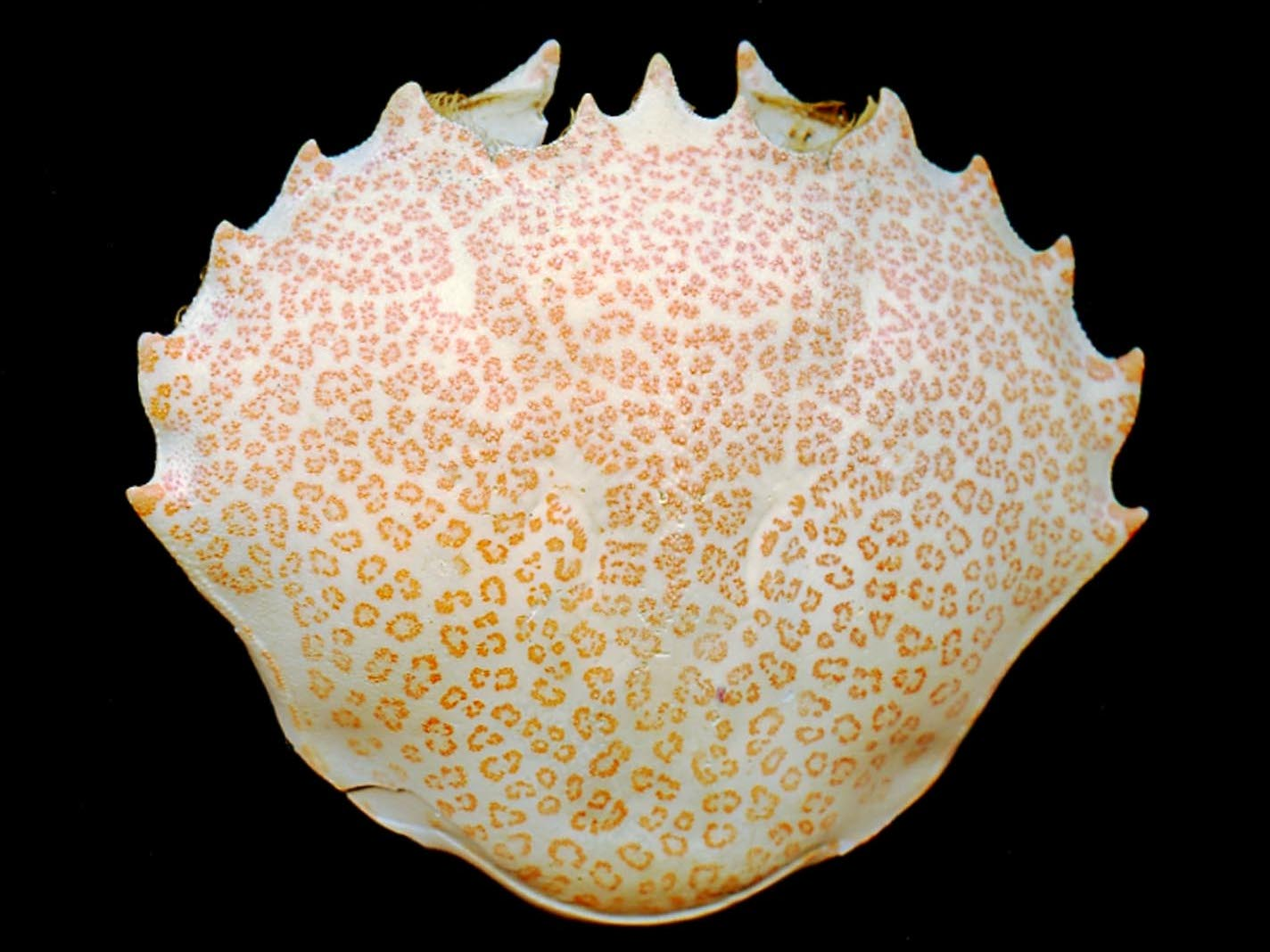
カニの甲羅（背甲）

甲羅（こうら）とは、カメやカニなどの動物に見られる、背側の外骨格または殻状の部位である。種類により甲皮（こうひ、carapace）ともいい、また背部に持つことを強調して背甲（はいこう）とも言われる。

## 節足動物

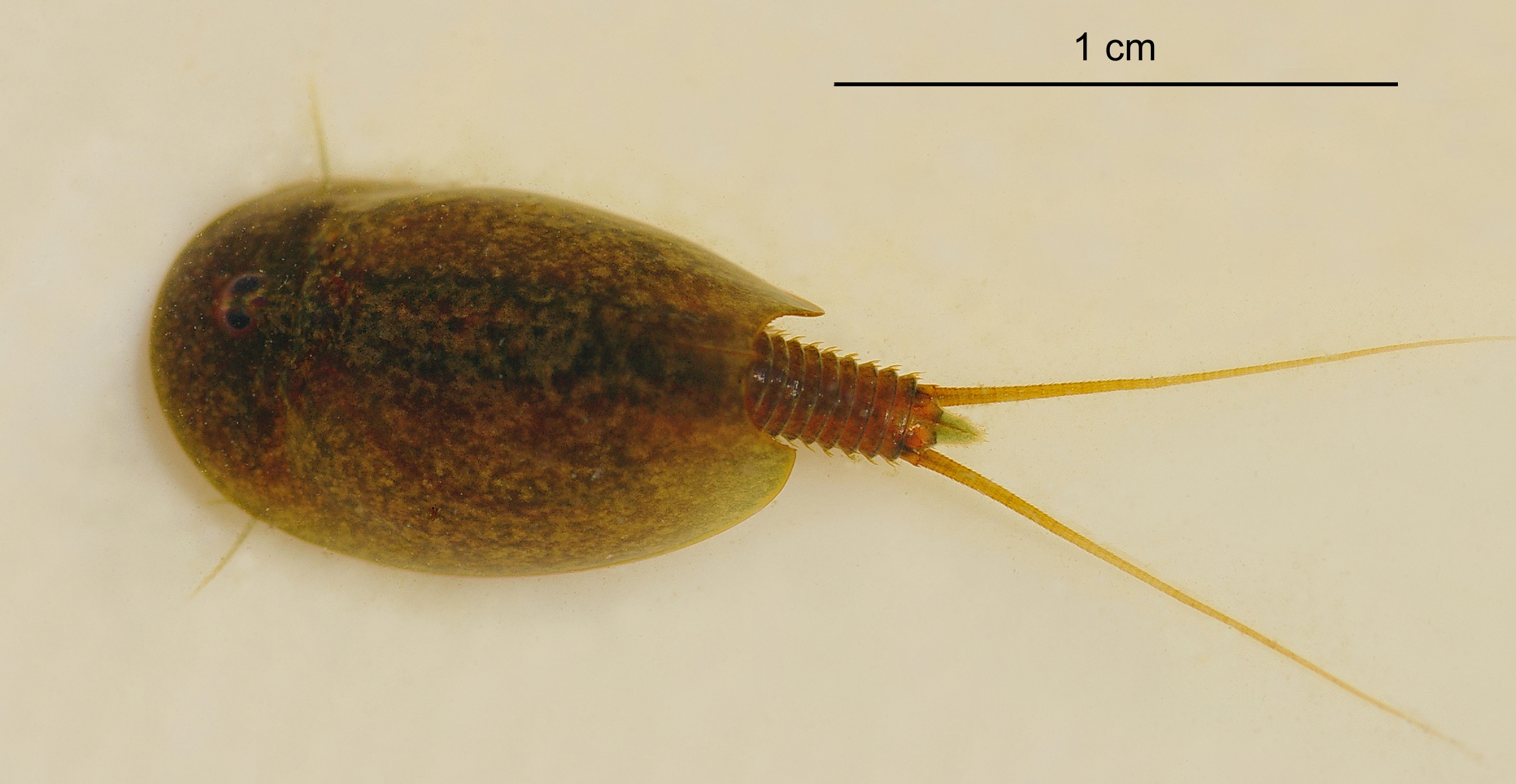
カブトエビ
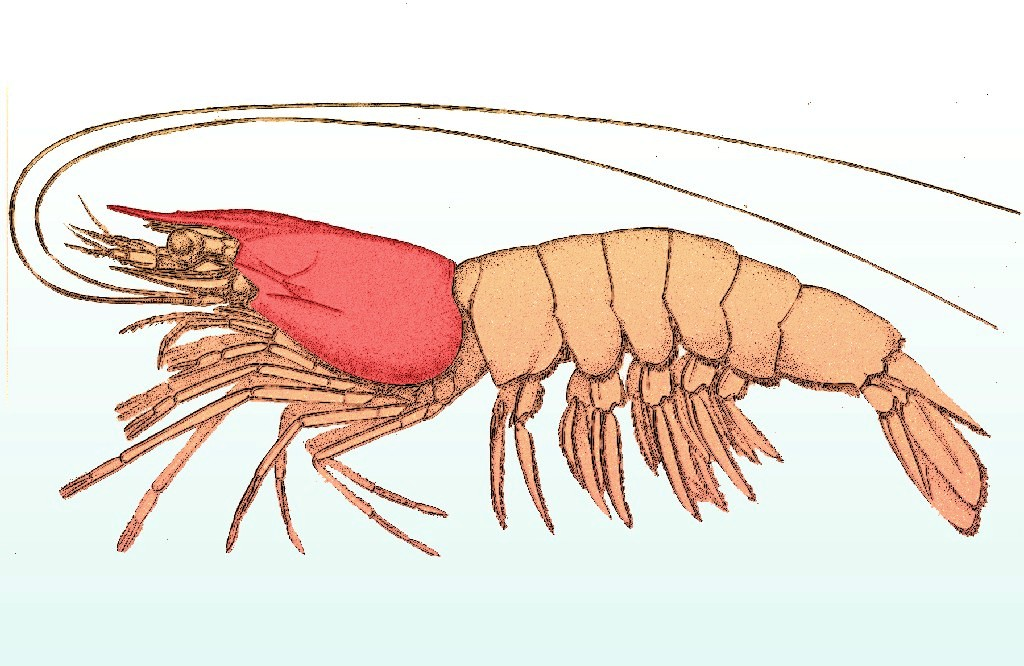
エビの背甲（赤）
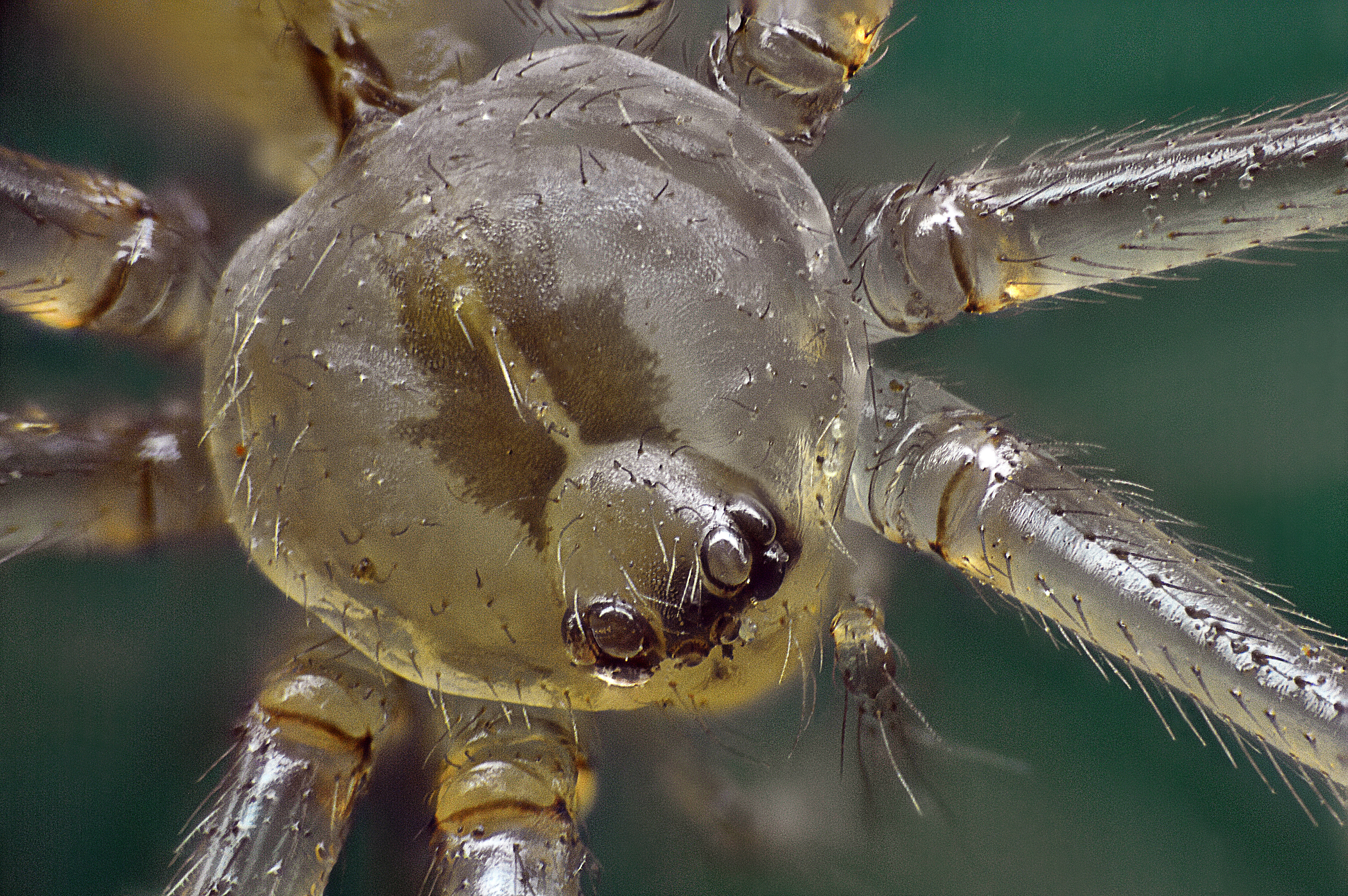
クモの前体
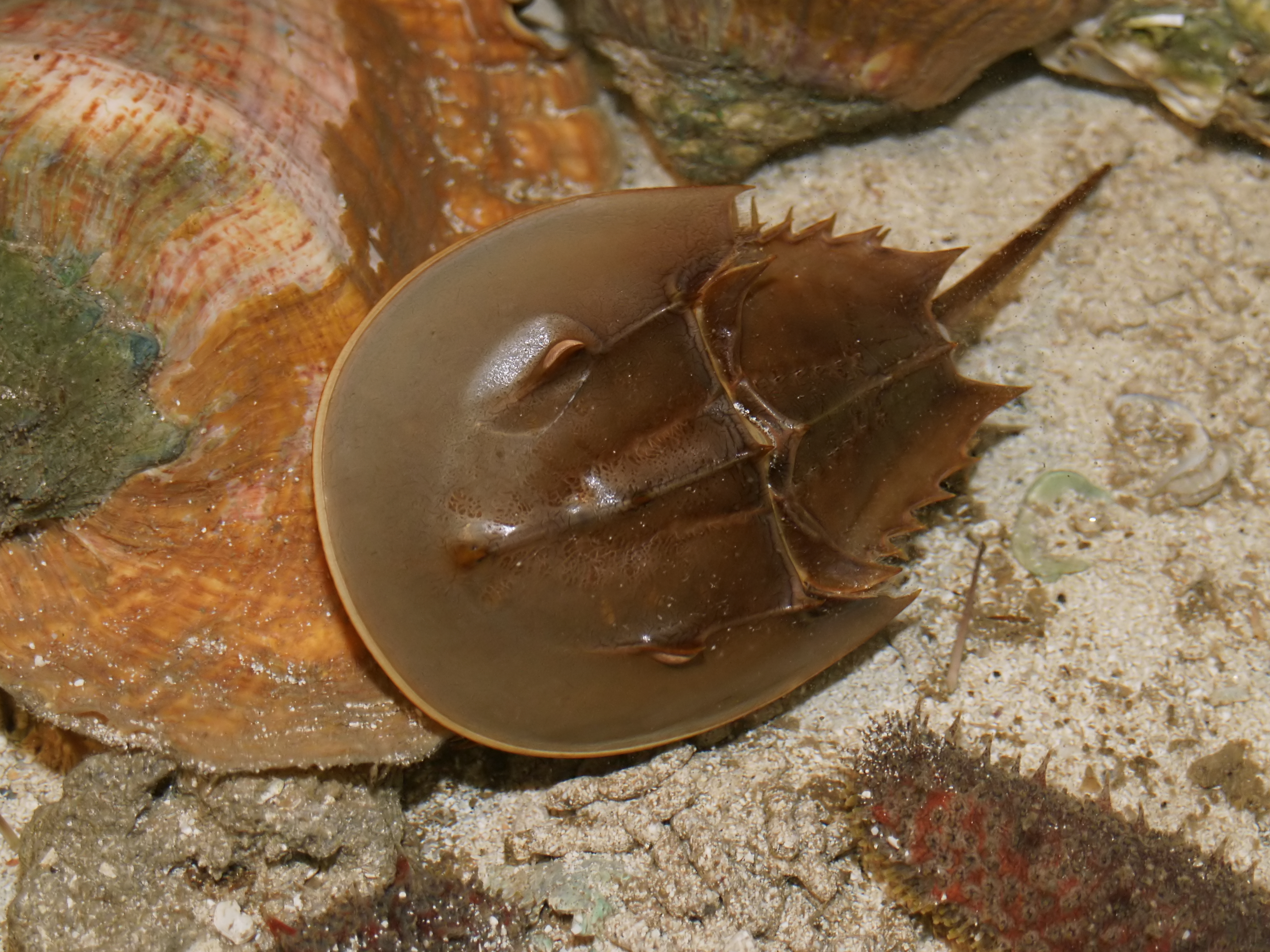
カブトガニ

節足動物の甲羅は背面の外骨格（背板 tergite）由来で、一般に背甲といい、主に甲殻類と鋏角類が持つ。古生物まで範囲を広げると、カンブリア紀に栄えたイソキシス類（イソキシスとスルシカリス）やHymenocarina類（ワプティア、カナダスピスなど）なども発達した背甲を持つ。

### 甲殻類
甲殻類の背甲は、頭部背面の外骨格（head shield）に由来し、縁辺部が出張って胸部まで覆い被さる甲羅である。これは分類群により胸部から分離（カブトエビ、ミジンコなどの鰓脚類）、もしくは胸部と癒合して頭胸部を形成する（カニ・エビなどの十脚類、ウオジラミなどの鰓尾類）。一部の分類群（貝虫、カイエビ、ミジンコなど）は背甲が可動の二枚貝状に特化し、左右から頭部と胸部を包む。

### 鋏角類
鋏角類の背甲は、前体（prosoma, 頭胸部ともいうが、頭部そのものに相当）背面の外骨格で形成される甲羅である。甲殻類の頭胸部を形成する場合がある背甲から区別できるように、英語では「carapace」の代わりに「prosomal dorsal shield」や「peltidium」と呼ばれる場合がある。クモガタ類（クモ、サソリなど）の背甲は前体の本体部分のみを覆い被さるが、カブトガニ類の背甲は正面から左右にかけて縁辺部が大きく張り出し、脚まで覆い被さったドーム型の甲羅となる。

## 爬虫類

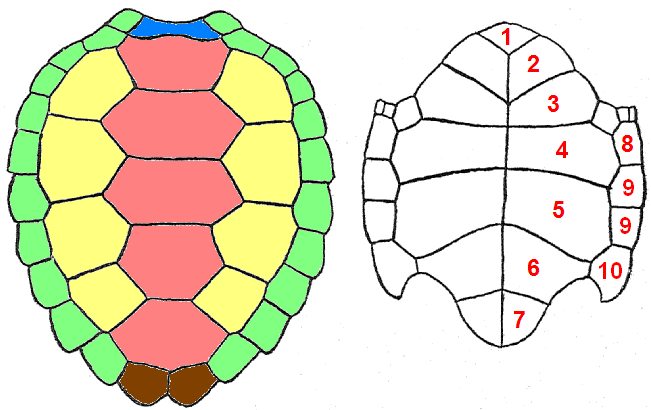
カメの背甲（左）と腹甲（右）

カメの背面の甲羅、いわゆる背甲は脊椎や肋骨と癒合した皮骨からなる甲板（骨甲板）と、鱗からなる甲板（角質甲板）の2つの甲板で構成されている。背面の甲羅は背甲、腹面の甲羅は腹甲（plastron）という。なお、スッポンなど一部の種では角質甲板が無く、皮膚に覆われた骨甲板のみの甲羅を持つ。また、オドントケリスなどカメの基部系統に近いとされる化石爬虫類は腹甲のみを持つと考えられる。
カメとは別系統とされる化石爬虫類板歯類の中には、カメと似た甲羅を収斂進化した例がある（ヘノドゥス、プセフォデルマなど）。

## 軟体動物

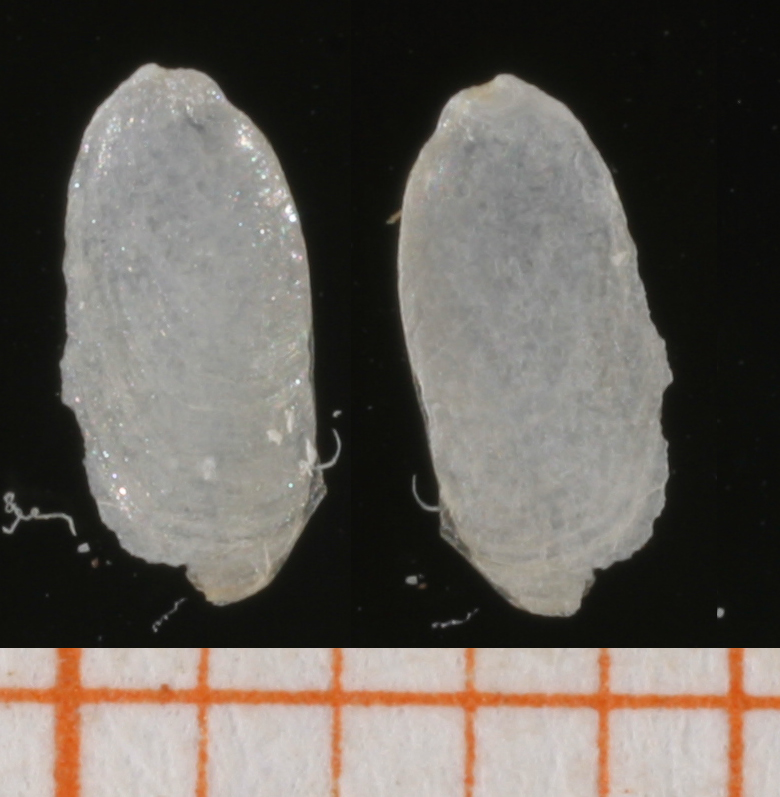
チャコウラナメクジの甲羅

軟体動物の殻（貝殻）は一般に甲羅とは呼ばないが、陸生の腹足類（陸貝）では、ナメクジのように貝殻が退化して皿状になる例があり、これを甲羅と呼ぶ場合がある。そのような殻が外套膜の下に隠れ、外見からは判別しにくいものもある。
また貝殻が退化した例としては他にも、コウイカなどの「イカの甲」を指して甲羅と表現されることがある。

## 哺乳類
哺乳類では被甲目、いわゆるアルマジロの仲間の甲皮が甲羅と呼ばれることがある。化石種のグリプトドンはカメに似た形状の甲羅で知られる。
なお鱗甲目では甲羅と言うより鱗を甲羅のように使って身を守るのだが、この仲間の総称である「穿山甲（センザンコウ）」は山に穴を穿ってくらす甲羅をもつ動物ということで、この名がある。